# Yuzhong (Chongqing)

Lage des Stadtbezirks Yuzhong in Chongqing

Yuzhong (chinesisch 渝中区, Pinyin Yúzhōng Qū) ist ein Stadtbezirk der regierungsunmittelbaren Stadt Chongqing im Südwesten der Volksrepublik China. Er hat eine Fläche von 21,9 km². Bei Volkszählungen in den Jahren 2000 und 2010 wurden in Yuzhong 664.942 bzw. 630.090 Einwohner gezählt. Die Hu-Guang Huiguan in Chongqing prägen den Stadtbezirk.

## Administrative Gliederung
Yuzhong setzt sich aus zwölf Straßenvierteln zusammen. Diese sind:
| Straßenviertel Caiyuanba (菜园坝街道); Straßenviertel Chaotianmen (朝天门街道); Straßenviertel Daping (大坪街道); Straßenviertel Daxigou (大溪沟街道); Straßenviertel Hualongqiao (化龙桥街道); Straßenviertel Jiefangbei (解放碑街道); | Straßenviertel Lianglukou (两路口街道); Straßenviertel Nanjimen (南纪门街道); Straßenviertel Qixinggang (七星岗街道); Straßenviertel Shangqingsi (上清寺街道); Straßenviertel Shiyoulu (石油路街道); Straßenviertel Wanglongmen (望龙门街道). |

## Partnerschaften
Yuzhong unterhält mit folgenden Städten und Regionen Partnerschaften:
 Wladimir, Russland, seit 2004
 San Diego County, USA, seit 2014